# Río Zapote (Upala)
El río Zapote es un río de Costa Rica, perteneciente a la sub-vertiente norte de la vertiente del mar Caribe. Nace en las faldas del volcán Miravalles, en la zona del distrito de Bijagua de Upala, provincia de Alajuela, y vierte sus aguas en el lago de Nicaragua. Entre sus principales afluentes están los ríos: Bijagua, Oro, Higuerón, Canalete, Salto, Chimurria, Achiote, Las Haciendas, Guacalillos, Caño Negro, Rito, Cabeza de León y el Caño Aguas Negras. La ciudad de Upala, cabecera del cantón, se encuentra a la vera del cauce de dicho río. 
El río zapote tiene un tipo de drenaje Endorreica o de endorreimos ya que este se une a un río mayor, como lo es el río San Juan. Y como sabemos el río San Juan vierte sus aguas en el Mar Caribe .
En 2016, el paso del huracán Otto propició su desbordamiento, que generó gran afectación en las poblaciones de Bijagua y Upala principalmente.